# Araria (distrikt)
Araria är ett distrikt i Indien.   Det ligger i delstaten Bihar, i den nordöstra delen av landet, 1 000 km öster om huvudstaden New Delhi. Antalet invånare är 2 811 569.
Följande samhällen finns i Araria:
- Araria
- Forbesganj
- Shahbazpur
- Jogbani